# Клюжев, Борис Алексеевич
Борис Алексеевич Клюжев (19 декабря 1946, Липецк — 27 апреля 2018) — советский и российский тренер по лёгкой атлетике. Заслуженный  тренер  России. Спортивный судья всероссийской категории (2017).

## Биография
Борис Алексеевич Клюжев родился 19 декабря 1946 года в Липецке. Начал заниматься лёгкой атлетикой в спортивной школе «Орлёнок».
С 1969 года ведёт тренерскую деятельность. В 1971 году он окончил Ленинградский институт физической культуры и спорта имени П. Ф. Лесгафта, и для продолжения тренерской карьеры вернулся в родной Липецк.
Борис Алексеевич работал тренером-преподавателем СШОР № 5 г. Липецка и являлся старшим тренером сборной Липецкой области по лёгкой атлетике.
Подготовил ряд выдающихся спортсменов, среди которых:
- Наталья Рощупкина — участница Олимпиады 2000 года, победительница Игр Доброй воли 2001 года, чемпионка Европы среди молодёжи 1999 года[6][7];
- Юрий Рыбин — многократный чемпион России[8];
- Владимир Шопин — победитель первенств СССР среди юношей по метанию копья;
- Андрей Ефремов — чемпион Европы среди юниоров 2015 года;
- Денис Огарков — чемпион России 2016 года[9];
- Сергей Тимшин — чемпион России 2015 года;
- Марина Козадёрова (Овсянникова) — призёр Спартакиады народов СССР;
- Марина Пронина — неоднократный призёр чемпионатов России;
- Олег Семёнов — рекордсмен России среди юношей в десятиборье с 1984 года.

Женат на бывшей многоборке Лидии Андреевне Филатовой.

## Награды и звания
- Почётное звание «Заслуженный  тренер  России».
- Почётный знак областного управления физической культуры, спорта и туризма «За развитие физической культуры и спорта в Липецкой области».
- Спортивный судья всероссийской категории (2017)[10].